# Gabriel Paletta
Gabriel Alejandro Paletta (Buenos Aires, 15 febbraio 1986) è un ex calciatore argentino naturalizzato italiano, di ruolo difensore.

## Biografia
In possesso della doppia cittadinanza grazie alle origini calabresi (il bisnonno, Vincenzo, emigrò da Savelli, Crotone), Gabriel è il più giovane di quattro fratelli: Hector è arbitro, Ariel è magazziniere e Daniel è preparatore. Nel 2012 ha avuto un figlio dalla compagna Paula, di nome Sebastien.

## Caratteristiche tecniche
Bravo di testa, il suo ruolo ideale è quello di difensore centrale.

## Carriera

### Club

#### Banfield
Dopo aver mosso i primi passi nell'Esperanza, iniziò la carriera nelle giovanili del Banfield e arrivò in prima squadra nel 2005. Quando il Banfield si qualificò per le fasi a eliminazione diretta della Coppa Libertadores, riaggiornarono la lista dei 25 convocati includendo per l'occasione Paletta, che fu immediatamente schierato in campo contro la colombiana Independiente Medellín. Paletta e la sua squadra superarono le prime fasi, ma poi il giocatore non poté continuare a dare il suo apporto nel torneo poiché venne convocato dalla Nazionale Under-20 per partecipare ai Mondiali di categoria del 2005, peraltro vinti.

#### Liverpool
Il Liverpool ha acquistato il giocatore per 2,2 milioni di euro, facendogli firmare un contratto di quattro anni il 4 luglio 2006, che lo fece diventare il secondo giocatore argentino a giocare per la squadra del Merseyside dopo Mauricio Pellegrino. Fece la sua prima apparizione con la maglia dei Reds in una amichevole precampionato contro il Wrexham in luglio, e fece il suo debutto in partita ufficiale in League Cup In Liverpool-Reading (4-3) del 25 ottobre 2006. Esordisce in campionato il 2 dicembre 2006 subentrando al 61º minuto a Sami Hyypiä nella trasferta vittoriosa contro il Wigan (0-4). Con i Reds ha esordito anche in Champions League, nel dicembre 2006 contro i turchi del Galatasaray.
Rafael Benítez disse del giocatore: "Paletta è molto duro ed è esattamente il tipo di giocatore di cui avevamo bisogno che si troverà bene in Premiership. Ho lavorato sui difensori argentini nel Valencia: Paletta assomiglia più a Roberto Ayala che a Mauricio Pellegrino. Se facciamo il paragone con il Liverpool, lui assomiglia più a Jamie Carragher che a Sami Hyypiä. Questo è un bene perché così abbiamo un certo bilanciamento nello stile dei difensori".

#### Boca Juniors
Dopo un solo anno al Liverpool, Paletta torna in Argentina per giocare nel Boca Juniors, con cui disputa la finale della Coppa del Mondo per club persa dal Boca Juniors contro il Milan per 4 a 2. Con il Boca gioca anche in Copa Libertadores raggiungendo la semifinale prima di esser eliminati dal Fluminense. Nel torneo di Apertura 2008 Paletta si infortuna al legamento crociato anteriore del ginocchio destro nella partita vinta per 1-0 contro l'Arsenal il 9 novembre, restando fuori dal campo per sei mesi. Rientra dall'infortunio proprio contro l'Arsenal il 17 maggio 2009, ma nella successiva partita contro il Vélez Sársfield si infortuna nuovamente dopo 17 minuti di gioco: stavolta è distorsione alla caviglia destra.

#### Parma
Il 6 luglio 2010 viene ingaggiato a titolo definitivo dal Parma per 2,5 milioni di euro. Esordisce il 19 settembre 2010 in casa contro il Genoa. Dopo aver esordito con la maglia crociata in uno dei periodi più difficili della squadra che si ritrova ultima in classifica, il difensore argentino riesce già dalle prime partite a farsi notare per la sua grinta e per aver annullato attaccanti difficili come Marco Borriello e Giampaolo Pazzini, in poco tempo diventa un beniamino dei tifosi che già gli dedicano striscioni e calorosi applausi. Il 30 ottobre 2011, nella partita interna contro il Cesena vinta dai crociati per 2-0, segna il suo primo gol con la maglia gialloblù. Il 29 aprile 2012 segna il gol vittoria al Via del mare contro il Lecce (1-2). Complessivamente in 4 anni e mezzo al Parma ha giocato 131 partite e segnato 6 gol.

#### Milan e prestito all'Atalanta
Il 2 febbraio 2015 viene ceduto in via definitiva al Milan, con cui firma un contratto fino al 30 giugno 2018 e sceglie di indossare la maglia numero 29. Debutta in rossonero il 7 febbraio seguente, nella partita persa per 3-1 in trasferta contro la Juventus. A fine stagione chiude con un mediocre 10º posto.
Il 27 agosto 2015 passa in prestito all'Atalanta, sempre in Serie A. Segna il suo primo gol con i bergamaschi il 20 aprile 2016 nella partita pareggiata per 2-2 sul campo del Palermo penultimo in classifica. Dopo 24 presenze e 1 gol fa ritorno al Milan.

#### Ritorno al Milan e Jiangsu Suning
Realizza il suo primo gol in maglia rossonera il 2 ottobre 2016, nel match casalingo con il Sassuolo, segnando il definitivo 4-3 per i padroni di casa, completando la rimonta. Il 23 dicembre 2016 vince la Supercoppa Italiana 5-4 ai rigori contro la Juventus a Doha. Il 28 maggio 2017, nella trasferta contro il Cagliari, subisce la quinta espulsione del campionato, eguagliando il record di sempre della Serie A detenuto da Luigi Apolloni. Il 30 gennaio 2018 si svincola dalla squadra rossonera.
Il 23 febbraio viene tesserato dallo Jiangsu Suning.
Gioca la sua prima partita asiatica nella vittoriosa trasferta contro il Guizhou Hengfeng, nel marzo successivo.

#### Ultimi anni al Monza
Dopo un periodo di prova, il 6 novembre 2019 firma un contratto col Monza fino a giugno 2022. Esordisce con la nuova maglia in occasione della partita casalinga Monza-Giana Erminio 3-0 disputata allo stadio Brianteo l'8 dicembre 2019. Il 19 gennaio successivo mette a segno la sua prima rete in maglia brianzola nel corso del match casalingo Monza-Como 1-1.
Conquistata la promozione in serie B col club brianzolo, ritrova il gol nella serie cadetta il 1º marzo 2021, in occasione del pareggio in casa del Frosinone per 2-2.
Nella stagione 2021-2022, ottiene una storica promozione in Serie A col Monza. Tuttavia, in tutta la stagione successiva gioca solamente una volta, nella gara di Coppa Italia del 19 ottobre 2022, in cui i brianzoli si impongono sull'Udinese. Il difensore rescinde successivamente il proprio contratto con la società brianzola il 21 febbraio 2023, e successivamente il 24 febbraio 2023 annuncia il ritiro dal calcio giocato all'età di 37 anni.
Nell’ottobre del 2024 consegue la qualifica UEFA B che consente di essere tesserati come collaboratori negli staff di Serie A e B e di essere allenatori in seconda in Serie C oltre a poter allenare tutte le prime squadre fino alla Serie D.

### Nazionale
A livello giovanile ha vinto un Mondiale Under-20 con l'Argentina nel 2005, ma non è mai stato convocato dalla selezione maggiore. La circostanza gli ha permesso, nel marzo 2014, di rispondere positivamente alla chiamata di Prandelli per la Nazionale italiana. Il difensore, ventunesimo oriundo di provenienza argentina, esordisce nell'amichevole con la Spagna risultando uno dei migliori in campo. Partecipa anche al campionato del mondo 2014, collezionando soltanto una presenza nella sfida inaugurale (vinta dagli azzurri, per 2-1, contro l'Inghilterra).

## Statistiche

### Presenze e reti nei club
Statistiche aggiornate al 21 febbraio 2023.
| Stagione            | Squadra             | Campionato          | Campionato | Campionato | Coppe nazionali | Coppe nazionali | Coppe nazionali | Coppe continentali | Coppe continentali | Coppe continentali | Altre coppe | Altre coppe | Altre coppe | Totale | Totale |
| Stagione            | Squadra             | Comp                | Pres       | Reti       | Comp            | Pres            | Reti            | Comp               | Pres               | Reti               | Comp        | Pres        | Reti        | Pres   | Reti   |
| ------------------- | ------------------- | ------------------- | ---------- | ---------- | --------------- | --------------- | --------------- | ------------------ | ------------------ | ------------------ | ----------- | ----------- | ----------- | ------ | ------ |
| 2004-2005           | Banfield            | PD                  | 9          | 2          | -               | -               | -               | -                  | -                  | -                  | -           | -           | -           | 9      | 2      |
| 2005-2006           | Banfield            | PD                  | 33         | 3          | -               | -               | -               | -                  | -                  | -                  | -           | -           | -           | 33     | 3      |
| Totale Banfield     | Totale Banfield     | Totale Banfield     | 42         | 5          |                 | -               | -               |                    | -                  | -                  |             | -           | -           | 42     | 5      |
| 2006-2007           | Liverpool           | PL                  | 3          | 0          | FACup+CdL       | 0+3             | 1               | UCL                | 2                  | 0                  | CS          | 0           | 0           | 8      | 1      |
| 2007-2008           | Boca Juniors        | PD                  | 21         | 4          | -               | -               | -               | CL                 | 7                  | 1                  | Cmc         | 2           | 0           | 30     | 5      |
| 2008-2009           | Boca Juniors        | PD                  | 16         | 0          | -               | -               | -               | -                  | -                  | -                  | RS          | 2           | 0           | 18     | 0      |
| 2009-2010           | Boca Juniors        | PD                  | 22         | 1          | -               | -               | -               | CS                 | 2                  | 0                  | -           | -           | -           | 24     | 1      |
| Totale Boca Juniors | Totale Boca Juniors | Totale Boca Juniors | 59         | 5          |                 | -               | -               |                    | 9                  | 1                  |             | 4           | 0           | 72     | 6      |
| 2010-2011           | Parma               | A                   | 27         | 0          | CI              | 1               | 0               | -                  | -                  | -                  | -           | -           | -           | 28     | 0      |
| 2011-2012           | Parma               | A                   | 33         | 4          | CI              | 2               | 0               | -                  | -                  | -                  | -           | -           | -           | 35     | 4      |
| 2012-2013           | Parma               | A                   | 35         | 1          | CI              | 1               | 0               | -                  | -                  | -                  | -           | -           | -           | 36     | 1      |
| 2013-2014           | Parma               | A                   | 21         | 0          | CI              | 2               | 0               | -                  | -                  | -                  | -           | -           | -           | 23     | 0      |
| 2014-feb. 2015      | Parma               | A                   | 7          | 0          | CI              | 2               | 1               | -                  | -                  | -                  | -           | -           | -           | 9      | 1      |
| Totale Parma        | Totale Parma        | Totale Parma        | 123        | 5          |                 | 8               | 1               |                    | -                  | -                  |             | -           | -           | 131    | 6      |
| feb.-giu. 2015      | Milan               | A                   | 14         | 0          | CI              | 0               | 0               | -                  | -                  | -                  | -           | -           | -           | 14     | 0      |
| 2015-2016           | Atalanta            | A                   | 24         | 1          | CI              | 0               | 0               | -                  | -                  | -                  | -           | -           | -           | 24     | 1      |
| 2016-2017           | Milan               | A                   | 30         | 2          | CI              | 1               | 0               | -                  | -                  | -                  | SI          | 1           | 0           | 32     | 2      |
| 2017-gen. 2018      | Milan               | A                   | 0          | 0          | CI              | 0               | 0               | UEL                | 1                  | 0                  | -           | -           | -           | 1      | 0      |
| Totale Milan        | Totale Milan        | Totale Milan        | 44         | 2          |                 | 1               | 0               |                    | 1                  | 0                  |             | 1           | 0           | 47     | 2      |
| 2018                | Jiangsu Suning      | CSL                 | 24         | 0          | CC              | 3               | 0               | -                  | -                  | -                  | -           | -           | -           | 27     | 0      |
| gen.-ago. 2019      | Jiangsu Suning      | CSL                 | 12         | 0          | CC              | 1               | 0               | -                  | -                  | -                  | -           | -           | -           | 13     | 0      |
| Totale Jiangsu      | Totale Jiangsu      | Totale Jiangsu      | 36         | 0          |                 | 4               | 0               |                    | -                  | -                  |             | -           | -           | 40     | 0      |
| 2019-2020           | Monza               | C                   | 7          | 1          | CI-C            | 0               | 0               | -                  | -                  | -                  | -           | -           | -           | 7      | 1      |
| 2020-2021           | Monza               | B                   | 20+1       | 1          | CI              | 0               | 0               | -                  | -                  | -                  | -           | -           | -           | 21     | 1      |
| 2021-2022           | Monza               | B                   | 18+2       | 0          | CI              | 1               | 0               | -                  | -                  | -                  | -           | -           | -           | 21     | 0      |
| 2022-2023           | Monza               | A                   | 0          | 0          | CI              | 1               | 0               | -                  | -                  | -                  | -           | -           | -           | 1      | 0      |
| Totale Monza        | Totale Monza        | Totale Monza        | 45+3       | 2          |                 | 2               | 0               |                    | -                  | -                  |             | -           | -           | 50     | 2      |
| Totale carriera     | Totale carriera     | Totale carriera     | 379        | 20         |                 | 18              | 2               |                    | 12                 | 1                  |             | 5           | 0           | 414    | 23     |

### Cronologia presenze e reti in nazionale
| Cronologia completa delle presenze e delle reti in nazionale ― Italia | Cronologia completa delle presenze e delle reti in nazionale ― Italia | Cronologia completa delle presenze e delle reti in nazionale ― Italia | Cronologia completa delle presenze e delle reti in nazionale ― Italia | Cronologia completa delle presenze e delle reti in nazionale ― Italia | Cronologia completa delle presenze e delle reti in nazionale ― Italia | Cronologia completa delle presenze e delle reti in nazionale ― Italia | Cronologia completa delle presenze e delle reti in nazionale ― Italia |
| Data                                                                  | Città                                                                 | In casa                                                               | Risultato                                                             | Ospiti                                                                | Competizione                                                          | Reti                                                                  | Note                                                                  |
| --------------------------------------------------------------------- | --------------------------------------------------------------------- | --------------------------------------------------------------------- | --------------------------------------------------------------------- | --------------------------------------------------------------------- | --------------------------------------------------------------------- | --------------------------------------------------------------------- | --------------------------------------------------------------------- |
| 5-3-2014                                                              | Madrid                                                                | Spagna                                                                | 1 – 0                                                                 | Italia                                                                | Amichevole                                                            | -                                                                     |                                                                       |
| 31-5-2014                                                             | Londra                                                                | Italia                                                                | 0 – 0                                                                 | Irlanda                                                               | Amichevole                                                            | -                                                                     |                                                                       |
| 14-6-2014                                                             | Manaus                                                                | Inghilterra                                                           | 1 – 2                                                                 | Italia                                                                | Mondiali 2014 - 1º turno                                              | -                                                                     |                                                                       |
| Totale                                                                |                                                                       | Presenze                                                              | 3                                                                     |                                                                       | Reti                                                                  | 0                                                                     |                                                                       |

## Palmarès

### Club

#### Competizioni nazionali
- Campionato argentino: 1

Boca Juniors: Apertura 2008
- Supercoppa italiana: 1

Milan: 2016
- Serie C: 1

Monza: 2019-2020 (Girone A)

#### Competizioni internazionali
- Recopa Sudamericana: 1

Boca Juniors: 2008

### Nazionale
- Campionato mondiale Under-20: 1

Olanda 2005